# Посвідчення (фільм)
«Посвідчення» (англ. I.D.) — британсько-німецький фільм про футбольне хуліганство 1995 року режисера Філіпа Девіса, зфільмований «BBC Films», з Рісом Дінсдейлом, Річардом Ґремом, Філіпом Ґленістером, Шоном Пертві та Ворреном Кларком у головних ролях. Прем'єра фільму у Великій Британії відбулась 15 травня 1995 року.

## Сипопсис
Події розгортаються у 1988 році в лондонському районі Шедвелл, у боро Тауер-Гемлетс, де групу офіцерів столичної поліції відправляють, під прикриттям, проникнути в банду небезпечних футбольних хуліганів.

## У ролях
| Актор            | Роль             |
| ---------------- | ---------------- |
| Ріс Дінсдейл     | Джон             |
| Річард Ґрем      | Тревор           |
| Шон Пертві       | Мартін           |
| Перрі Фенвік     | Едді             |
| Воррен Кларк     | Боб              |
| Філіп Ґленістер  | Чарлі            |
| Клер Скіннер     | Марі             |
| Саскія Рівз      | Лінда            |
| Чарльз Де'Ат     | Нік              |
| Лі Росс          | Гамбо            |
| Ніколас Бейлі    | Мікі             |
| Девід Шаал       | Пол Фаннел       |
| Філ Девіс        | сержант поліції  |
| Стів Туссен      | Шедвелл          |
| Жаклін Леонард   | Стеф             |
| Джеймі Форман    | футболіст        |
| Ієн Редфорд      | інспектор Шофілд |
| Сінді О'Каллаґан | Мойра            |
| Томас Крейґ      | лідер Тиневерну  |